# Северо-Придорожное нефтяное месторождение
Северо-Придорожное — нефтяное месторождение в Казахстане. Расположено в Мангыстауской области. Открыто в 1988 году. В 1989 году введено в разработку.
Плотность нефти составляет 0,838 г/см3 или 37° API. Нефть малосернистая 0,11 %, высокоопарафинистая 24,6 %.
Нефтеносность связана с отложениями триасового возраста. Залежи на глубине 3,8—4,0 км. Начальные запасы нефти 30 млн тонн.
Месторождение разрабатывается 4 эксплуатационными скважинами, из них 3 скважины фонтанным способом эксплуатации.
Оператором месторождения является нефтяная компания ХазарМунай.